# Entypebåd
Entypebåd er en båd, der er bygget efter samme tegning og derfor er så at sige ens. Eksempler tæller bl.a. Juniorbåd, Folkebåd, Drage og Knarr.